# Свідницький район

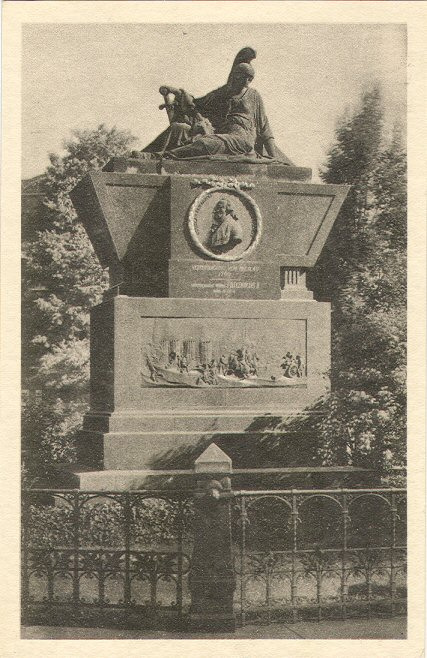
Неіснуючий надгробок фон Тауентціна на площі його імені (сьогодні пл. Костюшко)

Свідницький район - житловий масив у Вроцлаві, до 1990 року (тобто до ліквідації поділу міста на райони) входив до складу адміністративного району Старе Місто, поряд із житловим масивом Щепін та житловим масивом Старе Місто . Після змін, внесених міською радою в 2006 році, з метою реєстрації та виборів, Przedmieście Świdnickie включає вулиці , розташовані всередині території, обмеженої з півдня залізничним насипом від станції Wrocław Główny на захід, із заходу та півночі -з заходу залізничними ділянками біля залізничної станції Свєбодзкі, з півночі - Міським ровом ; на сході – вулицею Дворцовою, непарні номери якої (від 1 до 31) належать до Свідницького передмістя, а парні (2–32) до садиби Передмістя Олавського . Передмістя Свідницьке населяє близько 18 000 осіб (дані 2006 та 2007 років). Назва «Świdnica Przedmieście» використовується майже виключно в офіційних документах, вона не функціонує в загальному вжитку.

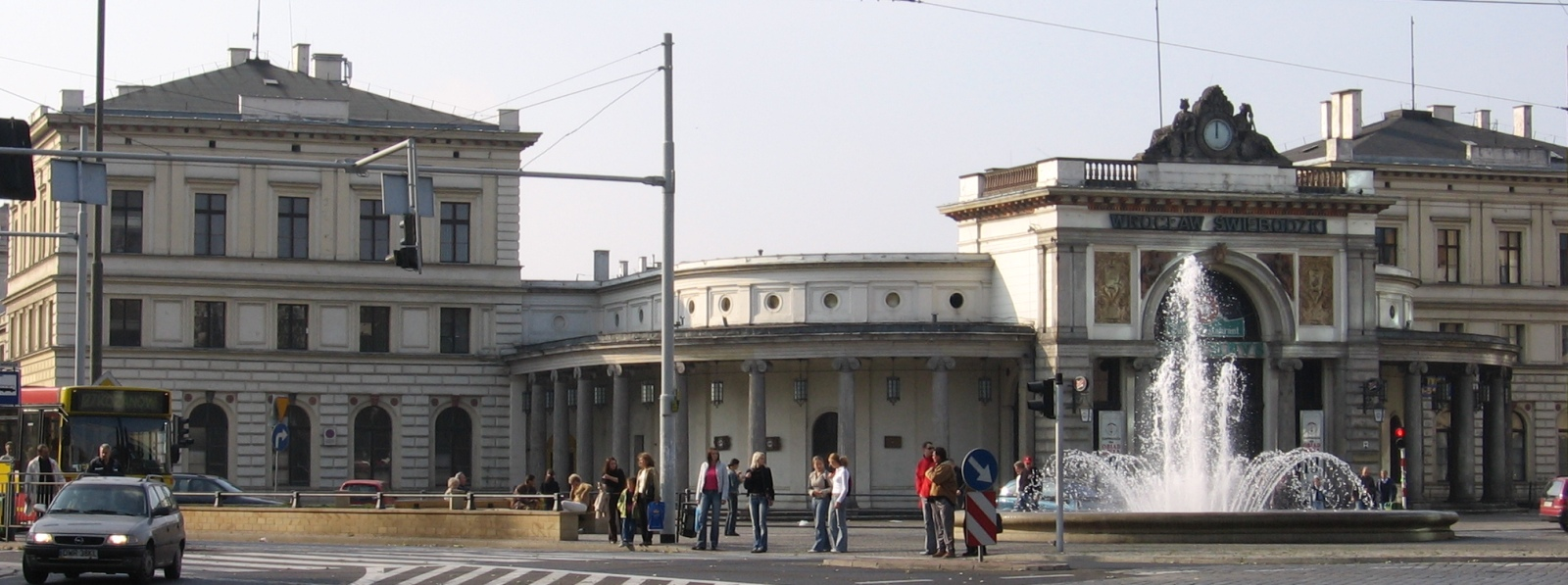
Площа Orląt Lwowskich навпроти залізничного вокзалу Świebodzki

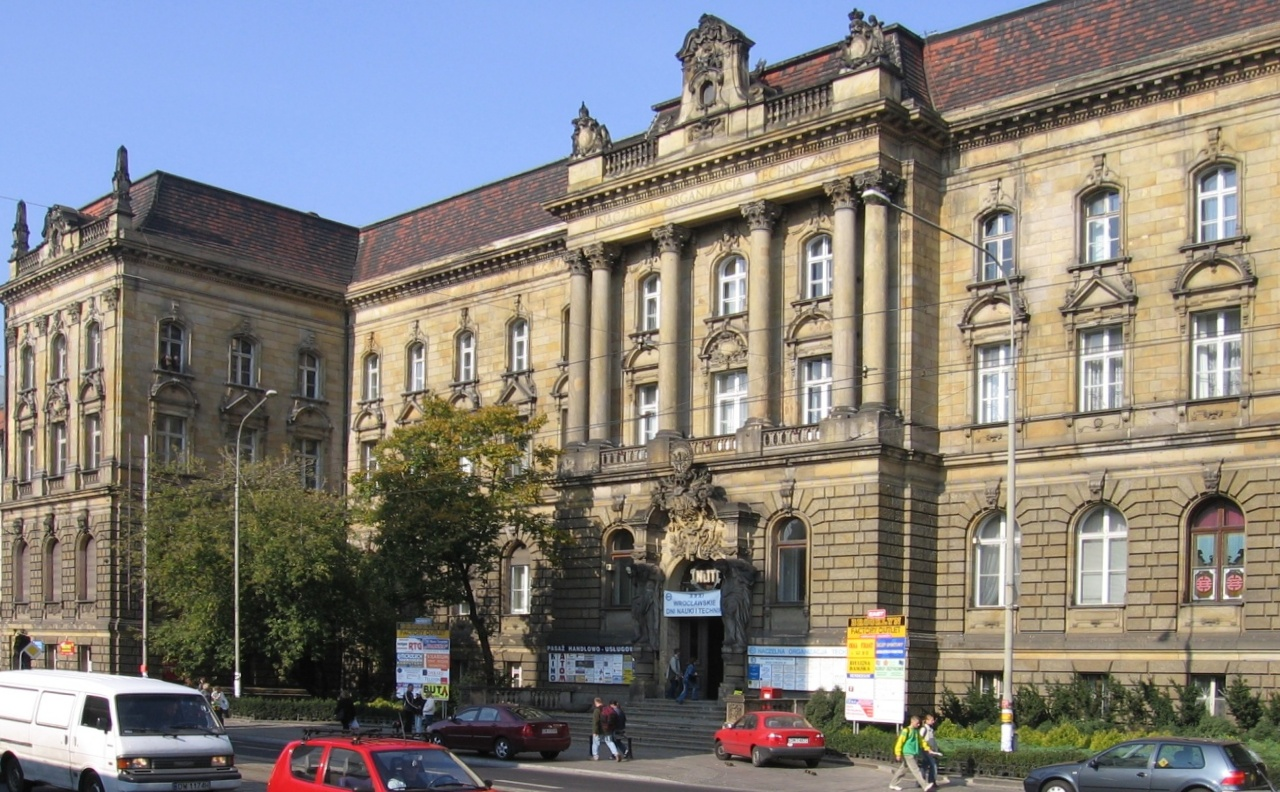
Будівництво NOT по вул. Пілсудського, колишня резиденція Сілезького парламенту

## Історія
Свідницький район має свою історичну назву ( нім. Schweidnitzer Vorstadt ) завдяки своєму розташуванню перед Свідницькою брамою, розташованою в стінах міста на шляху від Ринкової площі Вроцлава до Свідниці . У другій половині 18 століття деякі райони поблизу Вроцлава (зокрема Свідницький район, більш-менш до лінії тогочасного Швайдніцерського Ангеру, тобто Свідницьких Блоні або Свідницьких Паствіск, приблизно збігаючись із сучасною вул. Пільсудського ) було включено до юрисдикції міста. Тут будували лише дерев’яні будинки (будувати цегляні споруди було заборонено), які спалювали в разі загрози наближення до міста іноземних військ (так було і в листопаді 1806 р., коли наближалася наполеонівська армія), що було мав ускладнити загарбникам сховатися від спостережень і обстрілів міські стіни. До початку ХІХ ст ., коли внаслідок рішення Франції, прийнятого після капітуляції прусського гарнізону у Вроцлаві перед Ієронімом Бонапартом ( 6 січня 1807 р .), почалося руйнування міських укріплень, районів Вроцлава, в т.ч. Свідницький район, були населені людьми, які в основному забезпечували місто основними продуктами харчування ( городники та дрібні виробники). Це відображено в історичних назвах: уже згаданий Schweidnitzer Anger приблизно з 1823 року називався Gartenstraße, тобто Garden Street (східна ділянка цього маршруту називалася Angerstraße, тобто Pasture Street) .
Менш ніж через два роки після капітуляції та початку руйнування мурів , 19 листопада 1808 року, у Вроцлаві було прийнято новий муніципальний закон ( Städteordnung ), який включив його райони, включаючи Свідницький район, до складу міста. Межі цієї території досить точно збігалися з сучасними, що пояснюється тим, що залізнична колія, насип якої сьогодні є південним кордоном району, була прокладена у 1940-х роках. ХІХ століття на краю тодішнього міста .
Відтоді почався відносно швидкий розвиток Свідницького району з міськими кам’яницями, а також громадськими та комерційними об’єктами. Продовження вулиці Свідницької та перпендикулярних маршрутів Tauentzien Straße (сьогодні вул. Костюшки ) та Angerstraße i Gartenstraße (сьогодні вул. Пілсудського ), ділянки були розмічені вздовж вулиці Подвале, що веде вздовж рову. Ці вулиці й сьогодні залишаються найважливішими комунікаційними осями цієї частини міста разом з вул. Пьотра Скаргі вздовж вулиць Коллонтая та Грабішинська, тоді як площі, визначені у 19 столітті: Berlinerplatz (названа після будівництва станцій Сьвебодзької та Марційської, пізніше перейменована на Elferplatz  ), Sonnenplatz i Tauentzien Platz (Орлонт Львівських, Легіонів і Костюшко) залишаються важливими транспортними вузлами.

## Об'єкти
Найвизначнішими будівлями Свідницького передмістя є Центральний залізничний вокзал (1855-1857 рр.) на вул. Пілсудського, будинок в'язниці (колишня тюрма) та судів, збудований у 1845-1852 рр. і розширений у 1881-1887 рр. та 1930 р. у кварталі вулиць Музейної, Підвале, Свєбодзької та Сондової, казарми 11-го гренадерського полку ім. короля Фрідріха ІІІ. Короля Фрідріха ІІІ (збудований у 1828-1834 рр., сьогодні - районне староство; раніше тут дислокувалися кірасири) на Підвалі, Воєводське управління поліції (1925-1927) у кварталах Підвалля, Музейній, Друцького-Любецького та Лонькової, будинок масонської ложі "Hermann zur Beständigkeit" (1912, сьогодні поліцейський клуб "Снєжка"), будинок Сілезького сейму (1893-1895, сьогодні головний офіс NOT), універмаги Мартіна Шнайдера (1908/1929, сьогодні РЦ "Підвалля") та Вертгайма (1928, сьогодні РЦ "Ренома") на перехресті вулиць Свідницької та Підвалля.
Не зберігся також Сілезький музей образотворчих мистецтв (Museum der bildenden Künste), збудований між 1865 і 1872 роками на Музейній площі, який був помірно пошкоджений під час облоги Фестунґ Бреслау в 1945 році, пізніше ніколи не відбудовувався і остаточно знесений у 1962 році; на його місці сьогодні знаходиться Тисячолітня початкова школа № 67. Збудований у 1908 році Ринковий зал № ІІ (близнюк Ринкового залу на вул. Пясковій, збудованого в той самий час), також помірно пошкоджений, був знесений у 1973 році (він знаходився в задній частині колишньої Вроцлавської філармонії, біля західного кінця нині неіснуючої ринкової площі на вул. Зелінського).
Також були знесені кінні статуї імператора Фрідріха III на Музейній площі перед Сілезьким музеєм образотворчого мистецтва з 1905 року та генерала Фрідріха Богислава фон Тауенціна на площі Костюшка.
Після воєнних руйнувань навколо площі Костюшка, у 1954-1956 роках, були побудовані житлові будинки в стилі соцреалізму, подібні до варшавських у районі Маршалковської житлової забудови (MDM), вони отримали назву « житловий район Костюшко» (KDM). . Проте навколо площі Легіонів (тоді пл. PKWN), збудовано житловий масив Plac PKWN, що включає комплекс житлово-господарських будівель на вул. Юзефа Пілсудського 2-10.

## Адміністративний поділ Передмістя Свідницького до 1945 року
- Gabitz (сьогодні Гайовіце )
- Kleinburg(сьогодні Борек )
- Kaiser-Wilhelm-Viertel (квартал кайзера Вільгельма) [6]
- Neudorf (Нова Вєсь) [6]
- Siebenhufen (Сєдем Ланув) [7]
- Tauentzienviertel (район Тауенцєна) [8]

## Дивись також
- Історія Вроцлава
- Район Миколайський – Nikolai Vorstadt
- Район Оджанський – Oder Vorstadt
- Район Олави – Ohlauer Vorstadt
- Район Піскове - Sandvorstadt

## Виноски
1. ↑  Кількість мешканців, зареєстрованих на постійне та тимчасове проживання (станом на 31.12.2017).
2. ↑  Spis ulic i ich odcinków zaliczanych do Przedmieścia Świdnickiego ulic według Uchwały nr LIV/3267/06 Rady Miejskiej Wrocławia z 6 lipca 2006 roku, s. 4 [Архівовано 2022-03-17 у Wayback Machine.].
3. ↑  Wcześniej, w XVIII w. odcinek od Grabiszyńskiej do Stawowej nazywano Große Anger (Wielkie Błonia), od Stawowej do Dworcowej Neue Anger (Nowe Błonia) albo Judenanger (Błonia Żydowskie).
4. ↑  Niewielka różnica to rejon dzisiejszych ulic Zdrowej, Pochyłej, Wysokiej, Szpitalnej i Żytniej, które do około 1870 znajdowały się poza Przedmieściem Świdnickim (Rogatka Kącka – Canther Barriere – zlokalizowana była przy dzisiejszym skrzyżowaniu Jęczmiennej i Grabiszyńskiej) i dopiero dokonana w tym czasie korekta przebiegu fragmentu linii kolejowej spowodowała, że przesunięta równocześnie została granica administracyjna.
5. ↑  Dosłownie „plac Jedenastkowy”, na cześć stacjonującego w znajdujących się nieopodal koszarach 11. regimentu grenadierów; nazwa nadana 3 lipca 1935 w stulecie stacjonowania we Wrocławiu tego pułku.
6. 1 2  Część dzisiejszej dzielnicy Południe.
7. ↑  Okolice dzisiejszej ulicy Tęczowej.
8. ↑  Okolice dzisiejszej ulicy Kościuszki.

## Зовнішні посилання
- Архівні та сучасні фотографії Передмістя Свідницького